# WhoCares
WhoCares byl dobročinný projekt, jehož členové svými koncerty vydělají na otevření hudební školy v Arménii. Členové skupiny jsou kytarista Tony Iommi (Black Sabbath), zpěvák Ian Gillan (Deep Purple, Black Sabbath), bubeník Nicko McBrain (Iron Maiden), baskytarista Jason Newsted (Metallica), klávesista Jon Lord (Deep Purple, Whitesnake) a kytarista Mikko Lindström (HIM). V roce 2011 skupina vydala svůj první singl s názvem „Out of My Mind“ se skladbou „Holy Water“ na B-straně. V červenci 2012 vyšla kompilace Ian Gillan & Tony Iommi: WhoCares, která obsahovala jak skladby „Out of My Mind“ a „Holy Water“, tak i starší skladby Tonyho Iommiho a Iana Gillana.